# Benjamin McKenzie
Benjamin McKenzie Schenkkan (Austin, Texas; 12 de septiembre de 1978), conocido profesionalmente como Benjamin McKenzie o Ben McKenzie, es un actor y productor estadounidense. Es más conocido por su papel de Ryan Atwood en la serie de televisión The O.C. (2003-2007), y por interpretar a Ben Sherman en Southland. Desde 2014 se encuentra interpretando a James Gordon en la serie de televisión Gotham de DC Comics y Fox.

## Primeros años
Ben McKenzie nació el 12 de septiembre de 1978 en Austin, Texas. El mayor de tres hermanos, hijo de Mary Frances y Pieter Meade Schenkkan, y sobrino del ganador del Pulitzer Robert Schenkkan.
Asistió a la escuela St. Andrew's Episcopal School, donde se hizo amigo de Drew Brees jugando al Flag football.
Concurrió a la secundaria Austin High School, donde jugó como receptor y como back defensivo para el equipo de fútbol de dicha escuela.
De 1997 a 2001, estudió en la Universidad de Virginia, y se graduó en la carrera de Asuntos Exteriores.

## Carrera
Mientras estuvo en Nueva York, apareció en "La vida es un sueño" haciendo el papel de Soho. Además, actuó en numerosas producciones en el Festival de Teatro Williamstown, incluyendo "Street scene" (la Escena de la Calle) y  "The blue bird" (El Ave Azul). En la Universidad de Virginia, actuó en "Measure for measure" (la Medida para la Medida) y en "The Zoo Story" (Historia del Zoo).
Luego se fue a Los Ángeles donde consiguió un papel en la famosa serie The OC, interpretando a Ryan Atwood, un joven nacido en Chino que roba un coche y termina mudándose con una familia rica a Newport Beach en el Condado de Orange.
McKenzie fue el puesto número 5 en línea de Independiente "100 hombres más sexy del mundo", se colocó dos veces en la lista de la revista Teen People de "25 estrellas más sexys menores de 25 años". Fue votado en InStyle como uno de los "10 solteros más calientes De Verano" en julio de 2005. The O.C. cayó en las calificaciones de manera espectacular durante su tercera y cuarta temporadas, y terminó a principios de 2007.
Mientras aparece en The OC, McKenzie hizo su debut cinematográfico en Junebug junto a Amy Adams y Embeth Davidtz. La película fue nominada para "Mejor Película Internacional" y "Actuación Sobresaliente del Conjunto" en los Premios Amanda y ganó el premio del Festival de Cine de Sarasota para "Sobresaliente del Conjunto Interino". También recibió elogios en el Festival de Cine de Sundance de 2005. También apareció en un papel central en la película de 2007 88 minutos, protagonizada por Al Pacino. Según Production Weekly, McKenzie fue elegido protagonista en el thriller de Snakes on a Plane, antes conocida como Pacific Air 121, pero más tarde se retiró a la película 88 minutos.
En 2008, McKenzie ganó el reconocimiento de la crítica por su actuación en solitario en "live on stage, on film" la versión de la novela Johnny Got His Gun de Dalton Trumbo, su primer papel protagonista en un largometraje. Él interpreta a Joe Bonham, un papel anteriormente interpretado por James Cagney, Jeff Daniels y Timothy Bottoms. La película se estrenó en el Teatro Paramount en Austin, ciudad natal de McKenzie, mientras se encontraba filmando el episodio piloto de Southland.
En 2009, apareció en el cortometraje, 'El ocho por ciento'. El corto ganó los premios de Delta Air Lines en el Concurso de Pop-Movie y entró en la selección oficial de la categoría de Cortometraje del Festival de cine de Tribeca.
Desde el 2009 interpreta el papel de agente de policía novato Ben Sherman en el drama de NBC Southland. La serie fue cancelada durante la mitad de su segunda temporada, pero TNT compró los derechos y mostró los 7 episodios que se habían producido. La serie fue lanzada de nuevo con 10 episodios más, que comenzaron a transmitirse el 4 de enero de 2011. Southland fue renovada para una cuarta temporada de diez episodios el 22 de marzo de 2011, pero fue nuevamente cancelada luego de su quinta temporada.
Actualmente está rodando la serie Gotham (precuela televisiva de Batman) de la cual sufrió un pequeño percance en una de las peleas simuladas.

## Vida personal
En septiembre de 2015, se hizo público que estaba esperando su primer hijo con la actriz brasileña Morena Baccarin. Su hija nació en marzo de 2016. Anunciaron su compromiso en noviembre de 2016. Se casaron en Brooklyn, New York, el 2 de junio de 2017. Su segundo hijo nació en marzo de 2021.

## Filmografía

### Cine
| Año  | Título                              | Rol                | Notas                  |
| ---- | ----------------------------------- | ------------------ | ---------------------- |
| 2005 | Junebug                             | Johnny Johnsten    | Voz                    |
| 2007 | 88 minutos                          | Mike Stempt        |                        |
| 2008 | Johnny Got His Gun                  | Joe Bonham         |                        |
| 2008 | Every Monday Matters                | Él mismo           | Documental             |
| 2009 | The Eight Percent                   | John Keller        | Cortometraje           |
| 2011 | The Blisters: How Three Became Four | Dave               | También como productor |
| 2011 | Batman: Año Uno                     | Bruce Wayne/Batman | Voz                    |
| 2011 | Sin Bin                             | Michael            |                        |
| 2012 | Goodbye World                       | Nick               |                        |
| 2012 | Decoding Annie Parker               | Tom                |                        |
| 2013 | The Advocates                       | Henry Bird         | Película para TV       |
| 2014 | Some Kind of Beautiful              | Brian              |                        |
| 2019 | The Report                          | TBA                |                        |
| 2019 | line of duty                        | Dean Keller        |                        |

### Televisión
| Año         | Título                           | Rol                   | Notas                                 |
| ----------- | -------------------------------- | --------------------- | ------------------------------------- |
| 2002        | The District                     | Tim Ruskin            | Episodio 3.05: "Faith"                |
| 2003        | JAG                              | Petty Officer Spencer | Episodio 8.17: "Empty Quiver"         |
| 2003 – 2007 | The O. C.                        | Ryan Atwood           | Protagonista                          |
| 2009 – 2013 | Southland                        | Ben Sherman           | Elenco principal                      |
| 2011        | Scooby-Doo! Mystery Incorporated | Odnarb                | Episodio 1.15: "The Wild Brood" (Voz) |
| 2013        | Men at Work                      | Bryan                 | Episodio 2.06: "Tyler the Pioneer"    |
| 2014 – 2019 | Gotham                           | James Gordon          | Protagonista, serie de TV FOX         |